# Ophioderma

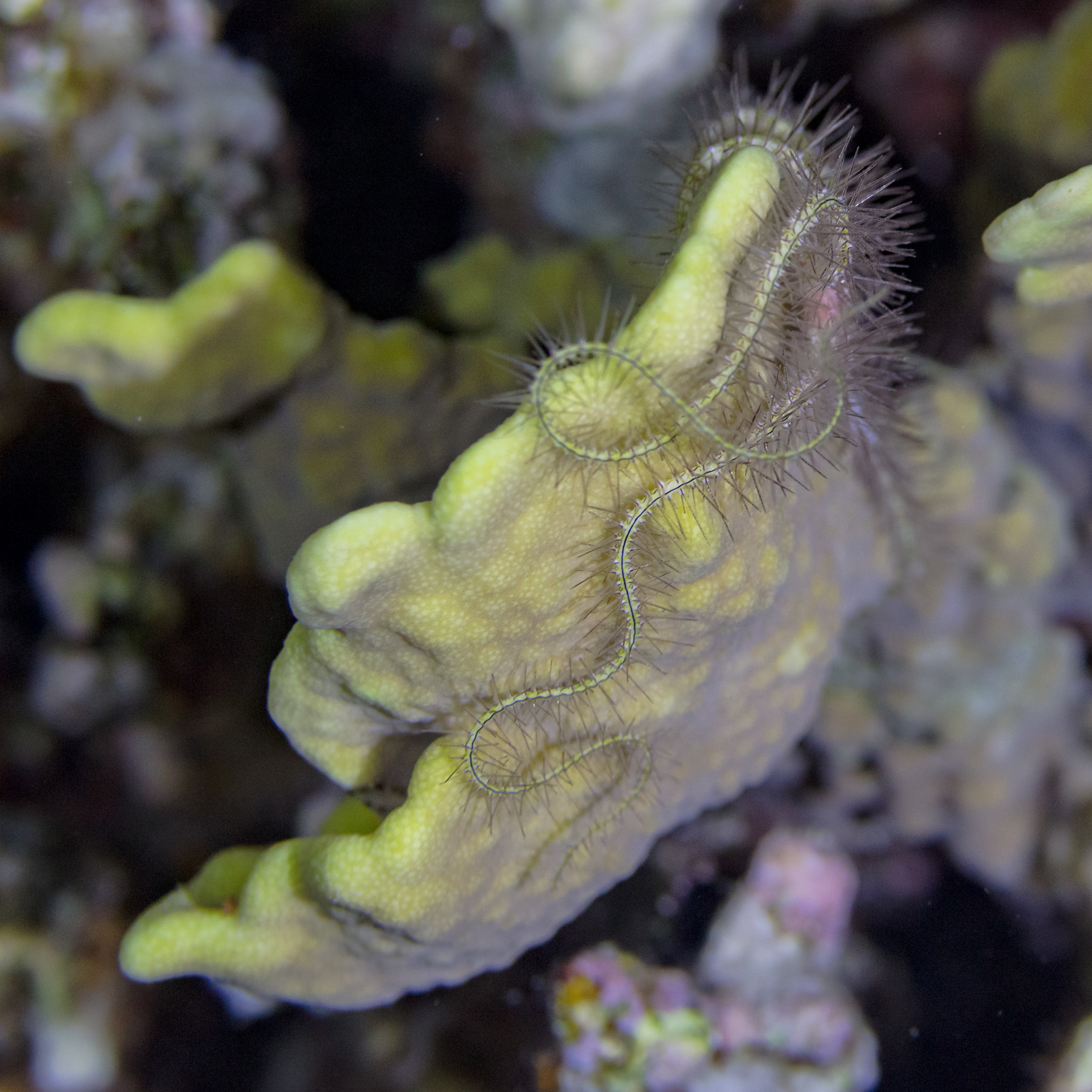
Ejemplar de ofiura negra en el mar Rojo.

Ophioderma occultum es un género de equinodermos ofiuroideos de la familia Ophiodermatidae.

## Taxonomía
Incluye las siguientes especies:
- Ophioderma africanum Stöhr, Weber, Boissin & Chenuil, 2020
- Ophioderma anitae Hotchkiss, 1982
- Ophioderma appressum (Say, 1825)
- Ophioderma besnardi Tommasi, 1970
- Ophioderma brevicaudum Lütken, 1856
- Ophioderma brevispinum (Say, 1825)
- Ophioderma cinereum Müller & Troschel, 1842
- Ophioderma devaneyi Hendler & Miller, 1984
- Ophioderma divae Tommasi, 1971
- Ophioderma elaps Lütken, 1856
- Ophioderma ensiferum Hendler & Miller, 1984
- Ophioderma guineense Greeff, 1882
- Ophioderma guttatum Lütken, 1859
- Ophioderma hendleri Granja-Fernandez, Pineda-Enriquez, Solis-Marin & Laguarda-Figueras, 2020
- Ophioderma holmesii (Lyman, 1860)
- Ophioderma hybridum Stöhr, Weber, Boissin & Chenuil, 2020
- Ophioderma januarii Lütken, 1856
- Ophioderma longicaudum (Bruzelius, 1805)
- Ophioderma occultum Humara-Gil, Granja-Fernandez, Bautista-Guerrero & Rodriguez-Troncoso, 2022
- Ophioderma pallidum (Verrill, 1899)
- Ophioderma panamense Lütken, 1859
- Ophioderma pentacanthum H.L. Clark, 1917
- Ophioderma peruanum Pineda-Enriquez, Solis-Marin, Hooker & Laguarda-Figueras, 2013
- Ophioderma phoenium H.L. Clark, 1918
- Ophioderma propinquum Koehler, 1895
- Ophioderma rubicundum Lütken, 1856
- Ophioderma sodipallaresi Caso, 1986
- Ophioderma squamosissimum Lütken, 1856
- Ophioderma teres (Lyman, 1860)
- Ophioderma tonganum Lütken, 1872
- Ophioderma vansyoci Hendler, 1996
- Ophioderma variegatum Lütken, 1856
- Ophioderma wahlbergii Müller & Troschel, 1842
- Ophioderma zibrowii Stöhr, Weber, Boissin & Chenuil, 2020